# Slowenisches Heer

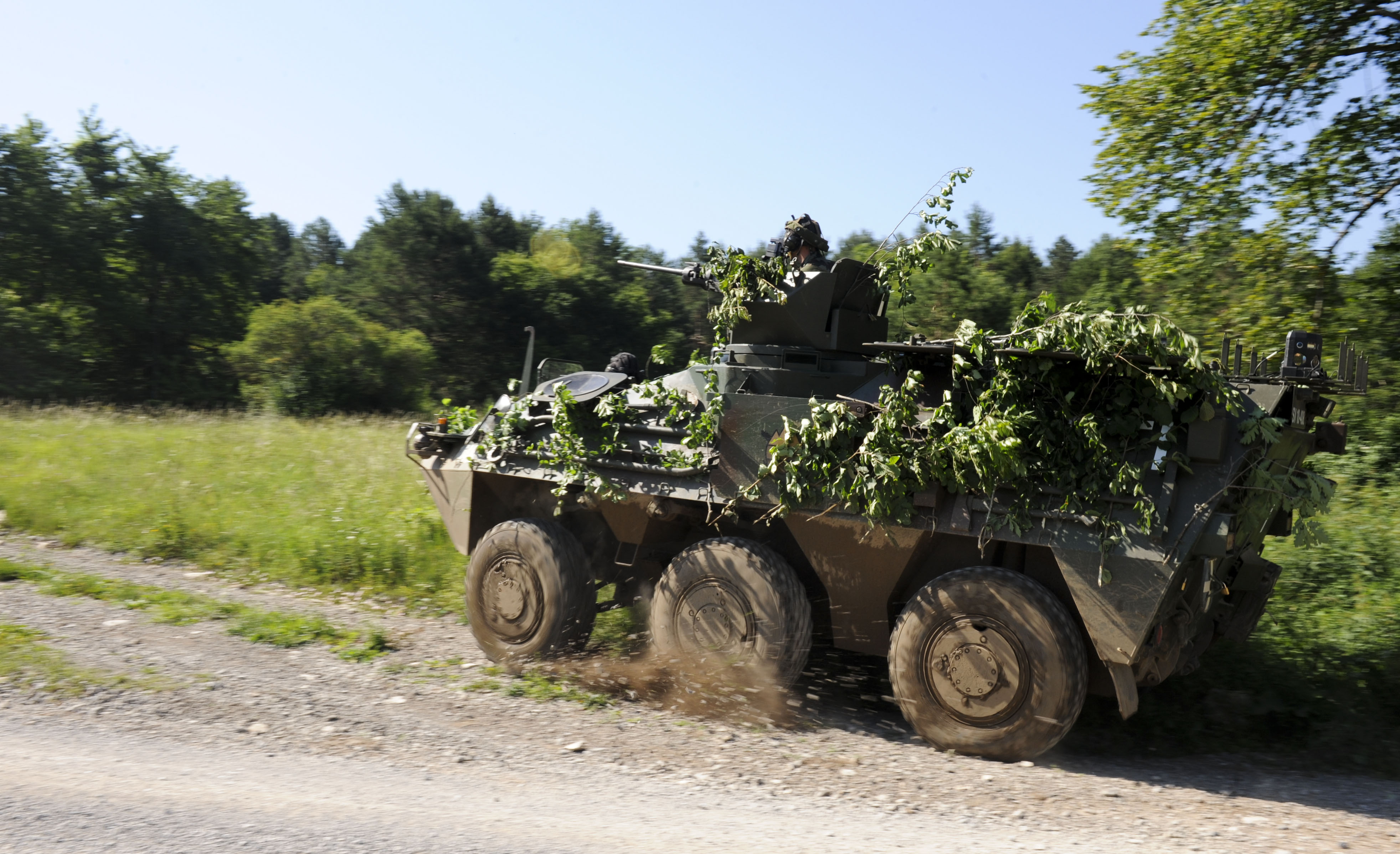
Slowenischer Schützenpanzer vom Typ Valuk

Das Slowenische Heer bildet die Heereskomponente der slowenischen Streitkräfte.

## Gliederung

### Aktive Verbände
An aktiven Verbänden verfügt das slowenische Heer neben dem Einsatzunterstützungskommando (mit den sechs Territorialkommandos in Celje, Kranj, Maribor, Novo mesto, Postojna und Vrhnika, dem 157. Logistikbataillon und den Sanitätsverbänden) über folgende Verbände:
- 1. mechInfanteriebrigade (Ljubljana)
  - 10. Infanteriebataillon (mot)
  - 20. Infanteriebataillon (mot)
  - 74. mechInfanteriebataillon
  - 670. Logistikbataillon
- 72. mechInfanteriebrigade (Maribor)
  - 45. Panzerbataillon
  - 132. Gebirgsinfanteriebataillon
  - 460. Artilleriebataillon
  - 14. Pionierbataillon
  - 18. ABC-Abwehrbataillon
  - 76. Panzerabwehrkompanie
  - 72. Logistikkompanie

### Reserveverbände
Das Reservewesen wird von zwei Brigaden mit je einem Panzerbataillon, zwei Infanteriebataillonen, einem Artilleriebataillon und einem Aufklärungsbataillon wahrgenommen.

## Ausrüstung
Zur Erfüllung seiner Aufgaben verfügt das slowenische Heer über folgende Ausrüstung:

### Fahrzeuge

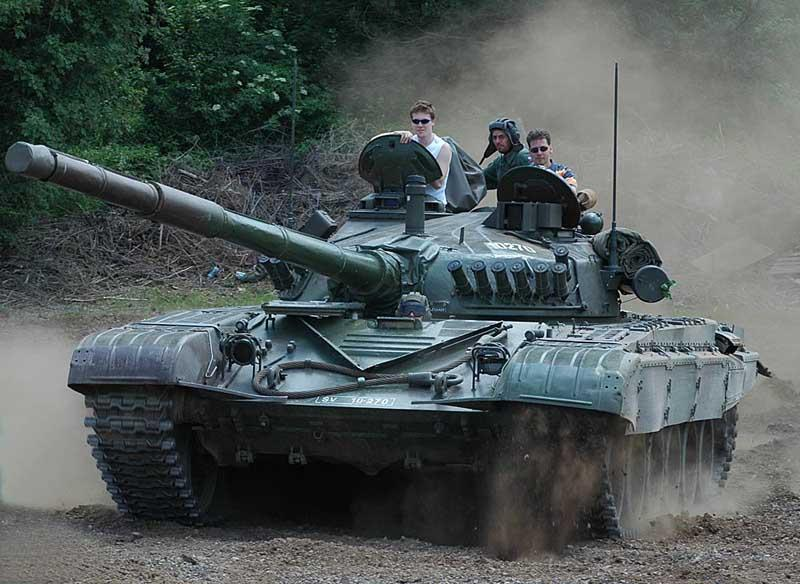
Slowenischer M-84 Kampfpanzer

| Typ          | Herkunft           | Funktion               | Version | Anzahl | Anmerkungen                                  |
| ------------ | ------------------ | ---------------------- | ------- | ------ | -------------------------------------------- |
| M-84         | Jugoslawien        | Kampfpanzer            |         | 14     | 32 weitere eingelagert                       |
| Pandur       | Österreich         | Mannschaftstransporter |         | 85     | Lizenzbau unter dem Namen Valuk in Slowenien |
| Patria AMV   | Finnland           | Mannschaftstransporter |         | 30     | Lokaler Name Svarun                          |
| Cougar       | Vereinigte Staaten | Geschütztes Fahrzeug   | JERRV   |        |                                              |
| Oshkosh JLTV | Vereinigte Staaten | Mehrzweckfahrzeug      |         | 38     | Weitere 37 bestellt und bis zu 99 geplant    |
| VT-55A       | Tschechoslowakei   | Bergepanzer            |         |        |                                              |
| MT-55        | Sowjetunion        | Brückenlegepanzer      | MT-55A  |        |                                              |
| Otokar Cobra | Türkei             | ABC-Abwehrfahrzeug     |         | 10     |                                              |

### Waffensysteme

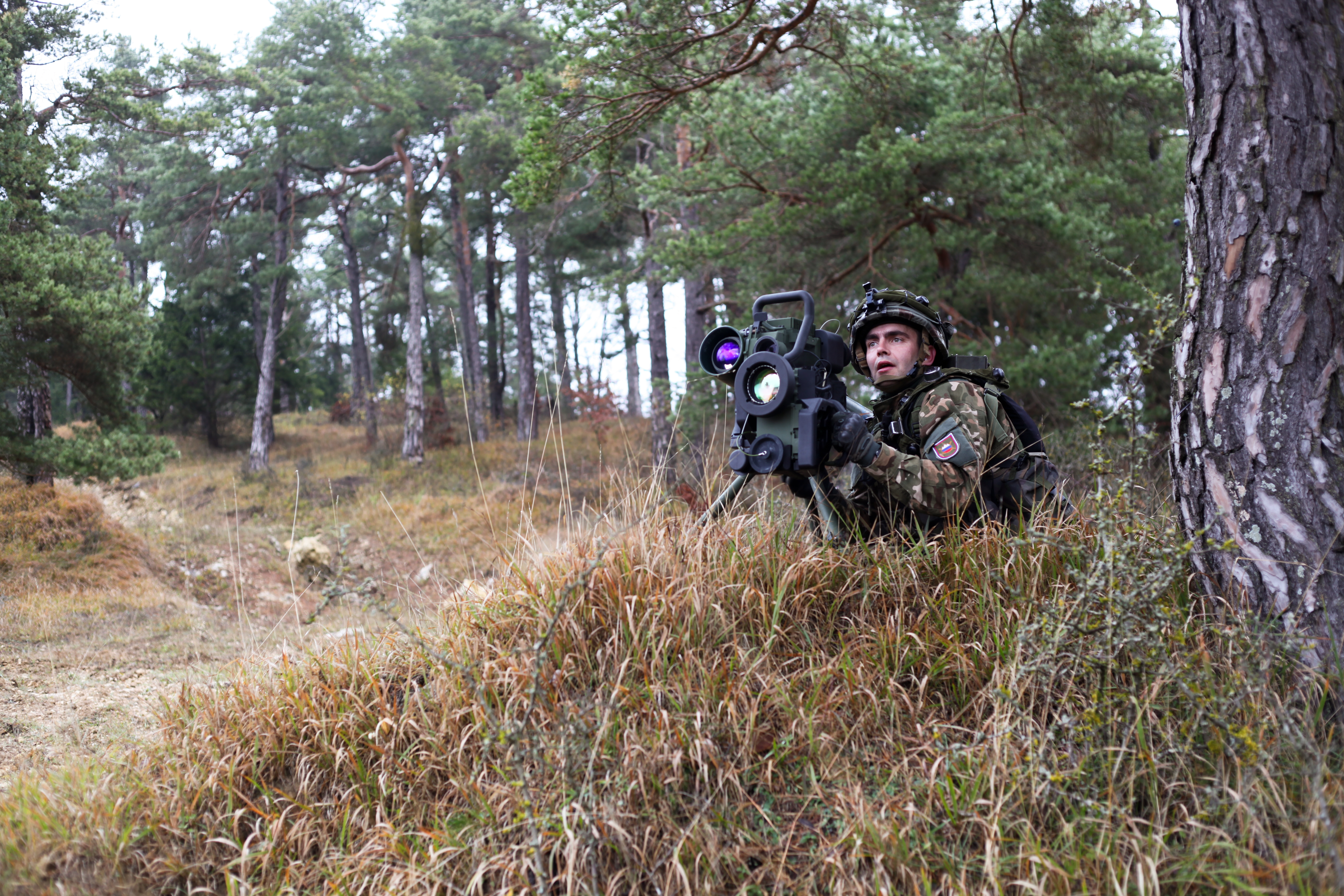
Ein slowenischer Soldat mit einer Spike Panzerabwehrlenkwaffe

| Typ         | Herkunft    | Funktion              | Version | Anzahl |
| ----------- | ----------- | --------------------- | ------- | ------ |
| Soltam M839 | Israel      | 155-mm-Haubitze       |         | 18     |
| M69         | Jugoslawien | 82-mm-Mörser          |         |        |
| M74         | Jugoslawien | 120-mm-Mörser         |         | 50     |
| Spike       | Israel      | Panzerabwehrlenkwaffe | MRLR    |        |
| 9K38 Igla   | Sowjetunion | MANPADS               | Igla-S  |        |

### Modernisierung
Im Rahmen der russischen Invasion in die Ukraine soll das slowenische Heer Schützenpanzer Marder und Transportpanzer Fuchs, für die Lieferung ihrer M-84 an die Ukraine, aus Deutschland erhalten. Die slowenische Regierung fordert stattdessen modernere Ausrüstung wie den Leopard 2, GTK Boxer und den Puma.